# Centro Universitário Ibero-Americano
O Centro Universitário Ibero-Americano (UNIBERO) foi uma instituição de ensino superior localizada no bairro da Bela Vista em São Paulo, Brasil, entre os anos de 1971 e 2010.

## História
Foi fundado oficialmente em 22 de dezembro de 1971 como Faculdade Ibero-Americana de Letras e Ciências Humanas pelo Professor Dr. Garcia Morejón.
A Ibero-Americana ficou conhecida por ter criado nos anos 70 o primeiro curso de Tradução e Interpretação (Português - Inglês) do Brasil, tornando-se centro de referência para pesquisa da tradução no Brasil e na América Latina durante quase três decadas. O Centro Universitário organizou e recebeu trienalmente de 1998 a 2005, 5 edições do CIATI (Congresso Ibero-Americano de Tradução e Interpretação) com convidados da Europa e dos Estados Unidos.
Em 1998, o Conselho Nacional de Educação aprovou a elevação da Faculdade Ibero-Americana à categoria de Centro Universitário e passou a ser a partir desta data o Centro Universitário Ibero-Americano (UNIBERO).
O Centro Universitário Ibero-Americano foi adquirido pelo grupo Anhanguera Educacional no ano de 2009 e suas instalações físicas e quadro docente passaram a integrar a cadeia de centros universitários do grupo Anhanguera. Em 2010, o nome UNIBERO deixou oficialmente de existir.